# Santa Maria (Revine Lago)
Santa Maria è una frazione del comune di Revine Lago, in provincia di Treviso.

## Geografia fisica
Il paese sorge sulle rive settentrionali del lago di Santa Maria, uno dei due laghi di Revine Lago. Si trova inoltre ai piedi delle Prealpi Bellunesi, sviluppandosi lungo la SP 35 "della Vallata".